# Botequim (Lissabon)
Der Botequim (dt.: Schenke) ist eine Bar im Stadtteil Graça der portugiesischen Hauptstadt Lissabon.

## Geschichte
Im Jahr 1968 eröffnete die Dichterin und Politikerin Natália Correia gemeinsam mit Isabel Meireles, Júlia Marenha und Helena Roseta am Largo da Graça die Bar Botequim und proklamierte sie als Ort des freien Zusammenseins. In der Biographie von Correia, die zu den bedeutendsten Portugiesen gezählt wird, hat Botequim als politischer Treffpunkt besondere Bedeutung. Zur Zeit des Estado Novo wurde das Lokal zu einem wichtigen Treffpunkt des intellektuellen und politischen Lebens der Hauptstadt. Literatur wurde laut vorgetragen, zwischen dem Salon und dem Stammtisch stand ein Klavier. Auch nach der Nelkenrevolution 1974 blieb es ein bedeutender Künstlertreff.
Nach dem Tod von Correia im Frühjahr 1993 schloss die Bar. Im Herbst 2010 öffneten zwei junge Leute sie wieder, unter Anteilnahme der Medien des Landes. Eingang und Theke sind original erhalten. Ein Porträt von Correia hängt hinter der Theke. Die Bar gilt inzwischen auch international als eine bekannte Adresse, die für ihr besonderes Flair geschätzt wird.